# Parc d'Arabianmäki
Le parc d'Arabianmäki (en finnois : Arabianmäen puisto) est un parc situé dans la section Arabianranta du quartier de Toukola à Helsinki en Finlande,.

## Description
Le parc d'Arabianmäki a été créé en 1999 en transformant en parc les jardins des villas des directeurs d'usine des usines Arabia.
Le parc abrite, entre-autres, des lilas, bouleaux et des arbres fruitiers et l'œuvre métallique Nocturnal d'Anu Kiiskinen. 
En bordure du parc se trouvent les villas et immeubles d'habitation qui servaient de résidence aux directeurs d'usines.
Le plan de rénovation du parc a été conçu par l'architecte paysagiste Marja Mikkola.
Les anciens sentiers et les vieux arbres du parc, par exemple les chênes et les mélèzes, ont été conservés.
Le parc compte aussi, entre-autres, des lilas, bouleaux, des peupliers odorants bordés de rosiers alpins. 
Un « verger » a été aménagé dans le parc, où poussent par exemple des variétés de poires, de cerises noires, de cerises douces et de griottes. Les bouleaux ont été choisis comme nouveaux arbres du parc pour symboliser la finlandicité. 
L'élément moderne du parc est l'œuvre d'art environnementale Nocturnal, conçue par Anu Kiiskinen (fi). Ses colonnes en acier gris sont reliées entre elles par les structures métalliques de leurs parties supérieures. 
Les mâts mesurent 7,5 mètres de haut et servent également a leclairage du parc.

## Festival d'Arabia
Au printemps, le festival de rue d'Arabia propose des activités dans ce qu'on appelle Kivitori (la place de pierre) qui est appréciée des snowboarders en hiver. 
La pelouse entourant Kivitori est un lieu de pause et de pique-nique tres fréquenté.

## Galerie

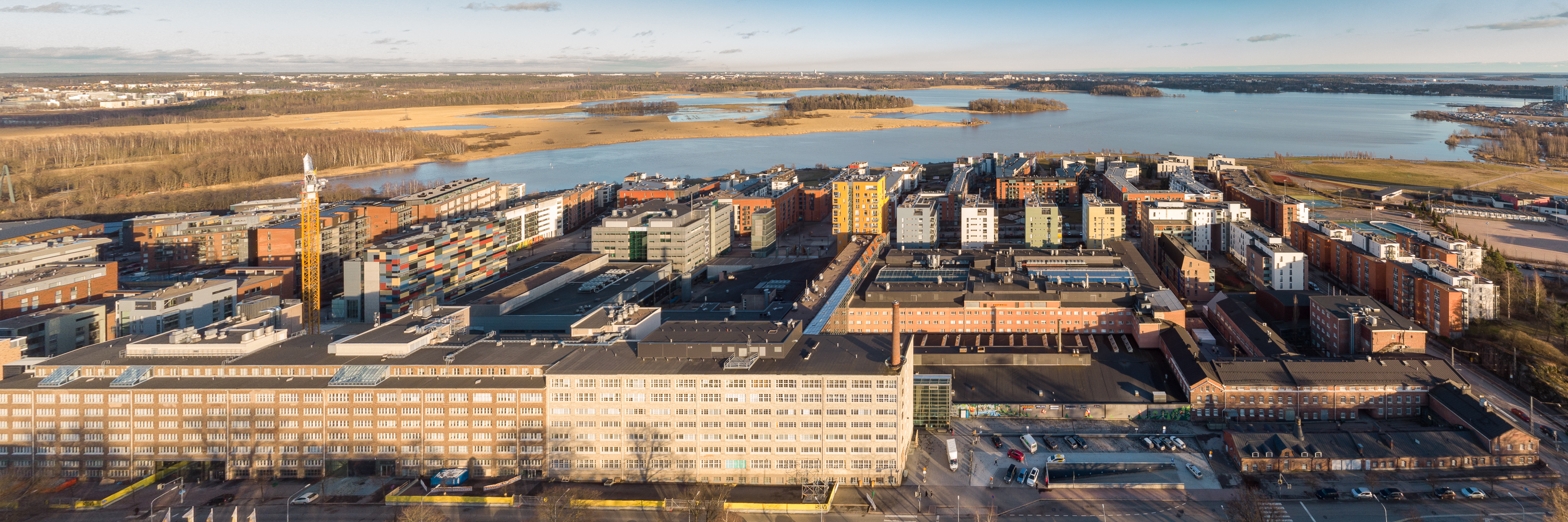
Les anciennes usines d'Arabia en 2020.